# Prix UEFA du Meilleur joueur d'Europe 2015
Le Prix UEFA du Meilleur joueur d'Europe 2015 est un prix décerné par l'UEFA à un joueur jouant pour un club de football européen et qui a su se distinguer comme étant le meilleur de la saison 2014-2015.
Navigation
Édition précédente Édition suivante
Le 27 août 2015, Lionel Messi est le vainqueur de l'édition.

## Palmarès

### Classement officiel[2]
| #  | Nom               | Club         | Points |
| -- | ----------------- | ------------ | ------ |
| 1  | Lionel Messi      | FC Barcelone | 49     |
| 2  | Luis Suárez       | FC Barcelone | 3      |
| 3  | Cristiano Ronaldo | Real Madrid  | 2      |
| 4  | Gianluigi Buffon  | Juventus FC  |        |
| 5  | Neymar            | FC Barcelone |        |
| 6  | Eden Hazard       | Chelsea FC   |        |
| 7  | Andrea Pirlo      | Juventus FC  |        |
| 8  | Arturo Vidal      | Juventus FC  |        |
| 9  | Carlos Tévez      | Juventus FC  |        |
| 10 | Paul Pogba        | Juventus FC  |        |